# AMG Sebastiani Basket Rieti 1980-1981
Questa voce raccoglie le informazioni riguardanti la AMG Sebastiani Basket Rieti, sponsorizzata Ferrarelle, nelle competizioni ufficiali della stagione 1980-1981.

## Roster
- Luca Colantoni[1]
- Stefano Colantoni[1]
- Angelo De Stasio[1]
- Roberto Brunamonti[1]
- Antonio Olivieri[1]
- Gianfranco Sanesi[1]
- Irvin Kiffin[1]
- Luca Blasetti[1]
- Giuseppe Danzi[1]
- Willie Sojourner[1]
- Allenatore: Frank Klimkovski[1]